# Benedetto Buglioni
Benedetto Buglioni (Firenze, 20 dicembre 1461 – Firenze, 7 marzo 1521) è stato uno scultore italiano; insieme al nipote Santi fu antagonista dei Della Robbia.

## Biografia
Benedetto Buglioni si formò nella bottega di Andrea della Robbia che lo istruì sulle varie tecniche di smaltatura di terracotta invetriata (terracotta smaltata). Grazie a una tecnica più veloce e meno finita riuscì ad abbassare i costi della produzione di ceramica smaltata, ottenendo importanti commissioni come il fregio delle Opere della Misericordia all'Ospedale del Ceppo a Pistoia, eseguita in larga parte dal nipote Santi Buglioni.
Negli anni 1480, Buglioni aprì la propria bottega a Firenze. La maggior parte delle sue opere sono sculture in terracotta secondo lo stile dei Della Robbia. Tra il 1487 e il 1490 Benedetto e suo fratello Francesco lavorarono a Perugia dove realizzarono un altare per la cattedrale.
Più tardi, ancora una volta insieme al fratello (e poi con il nipote), lavorò su più tavole realizzate per la collegiata di Santa Cristina a Bolsena.

## Opere principali
- Amsterdam, Rijksmuseum
  - Madonna col Bambino,  1490-1500
- Antona, chiesa di San Geminiano

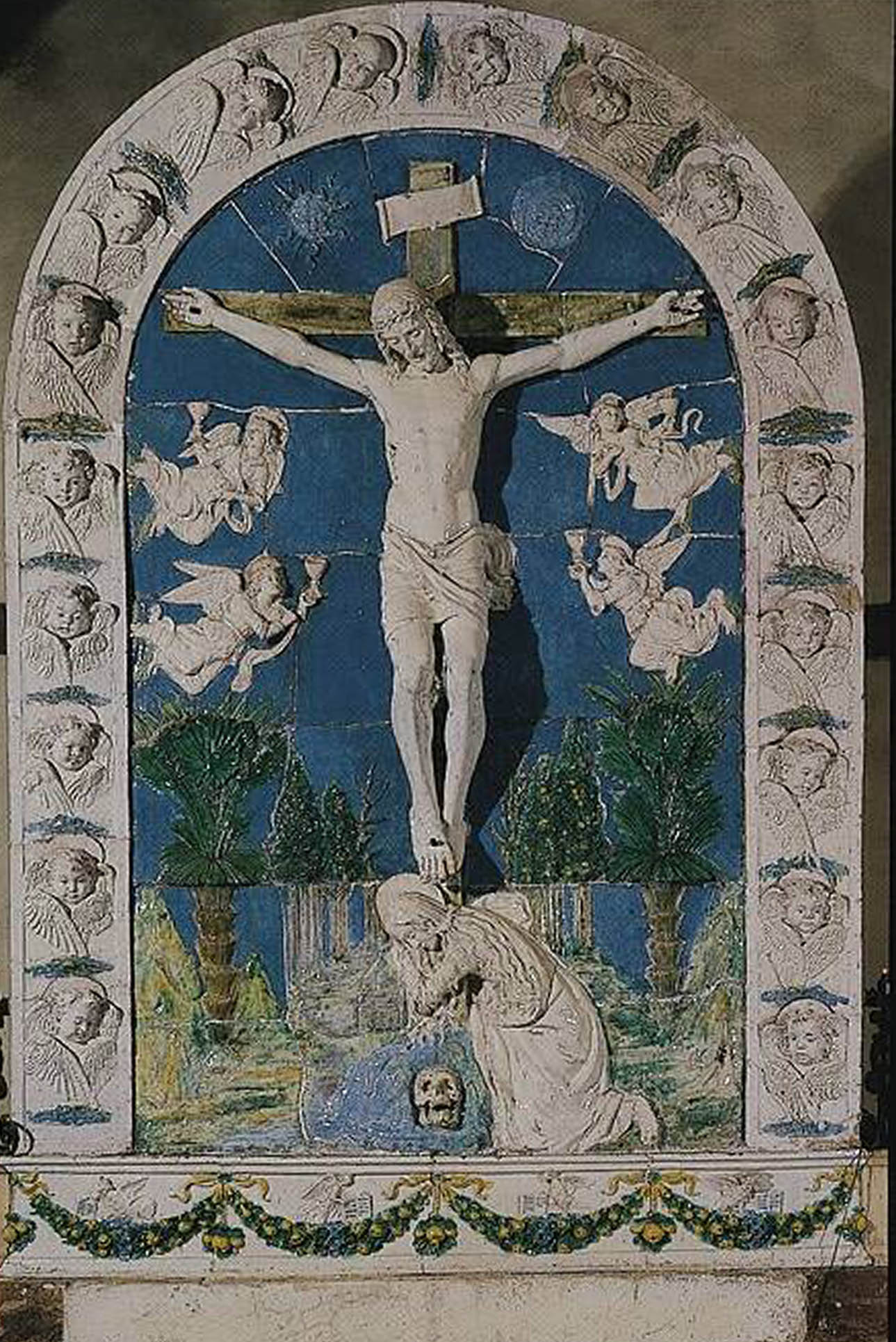
Crocifissione con la Maddalena, Radicofani

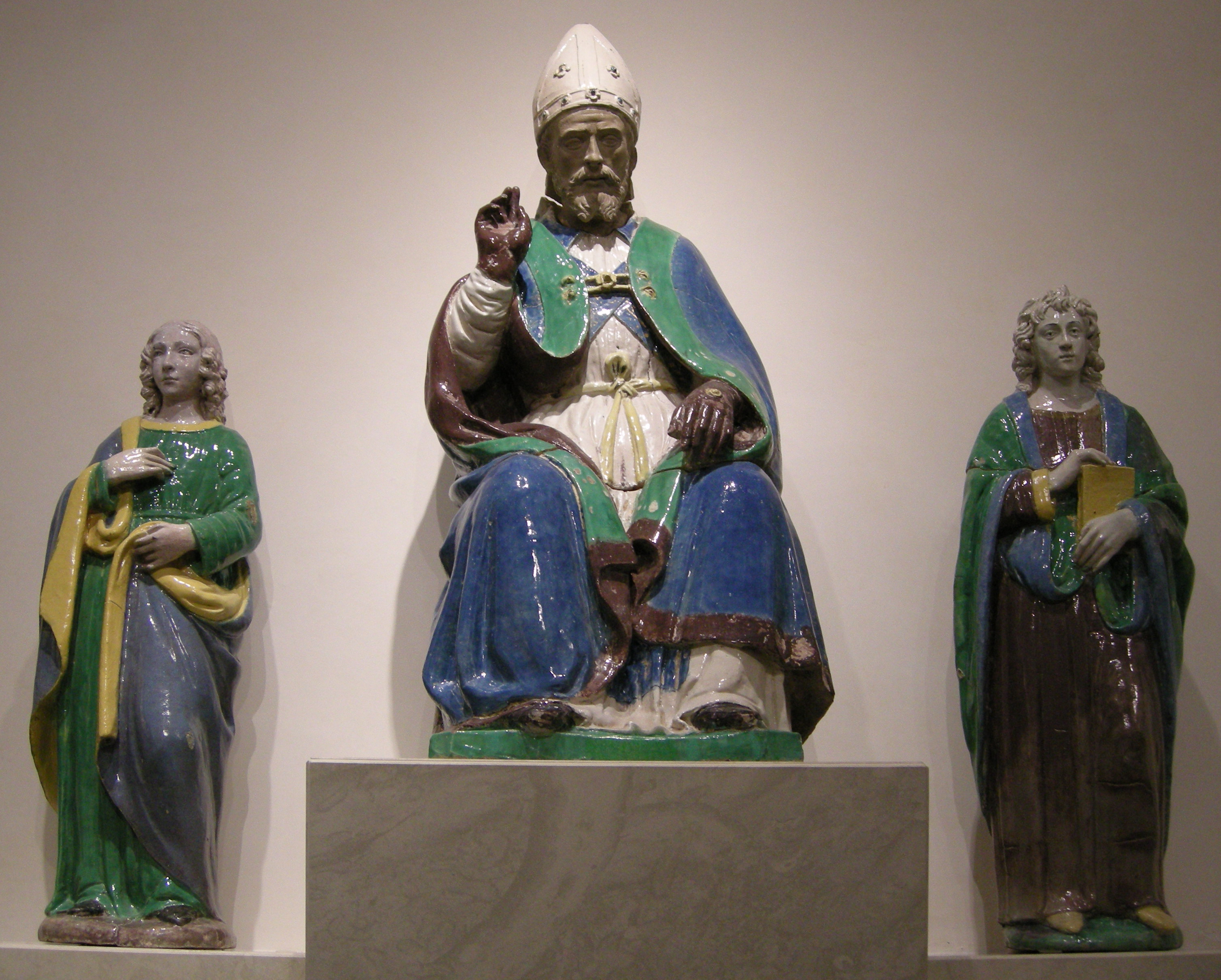
Benedetto Buglioni, San Romolo e due suoi compagni martiri

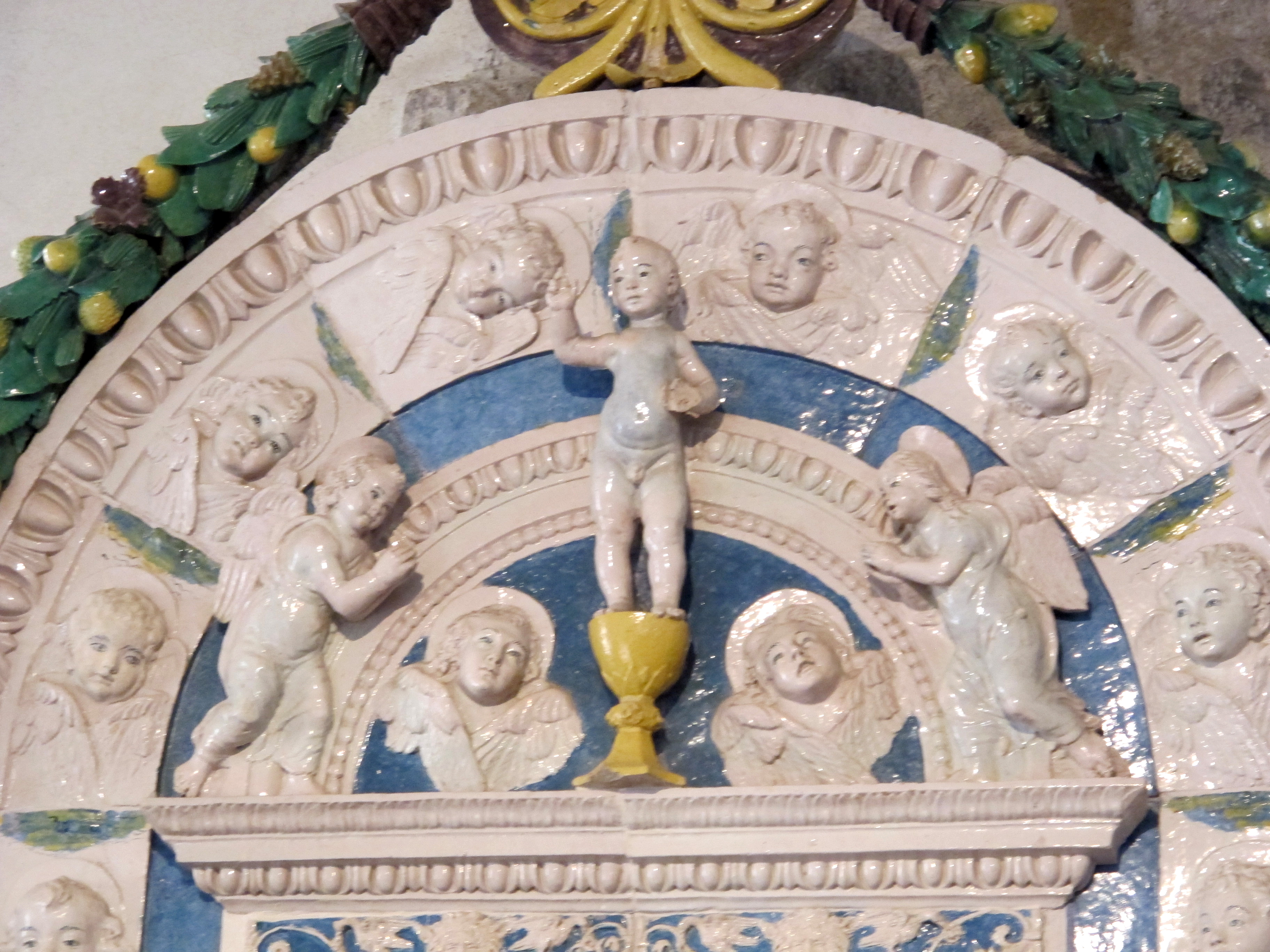
Ciborio, Chiesa dei Santi Martiri, Bolsena

  - Madonna col Bambino e quattro santi, 1490-1495
- Bolsena, Basilica di Santa Cristina
  - Lunetta con Maria col Bambino tra in santi Cristina e Giorgio, 1494-95
  - Altare di santa Cristina, dal 1495
  - Crocifissione, dal 1496
  - Fiera di Bolsena, dal 1496
  - Santa Cristina, dal 1496
- Cleveland, Cleveland Museum of Art
  - Madonna in trono col Bambino tra i santi Francesco e Antonio Abate, 1510-1520
- Cutigliano, Madonna di Piazza
  - Madonna col Bambino tra i santi Antonio Abate e Bernardino da Siena
- Empoli, Chiesa di Santa Maria a Ripa
  - Sant'Anselmo tra i santi Lorenzo, Giuliano, Rosa da Viterbo e Chiara, 1500-1505
- Fabbrica (Peccioli), Chiesa di Santa Maria Assunta
  - Opere varie
- Fiesole, Duomo
  - San Rocco
- Firenze, Badia Fiorentina
  - Madonna
- Firenze, Museo dell'Opera del Duomo
  - Lunetta con Maria in Egitto
- Firenze, Museo diocesano di Santo Stefano al Ponte
  - Pastore con flauto, 1500
  - Pastore con cesto, 1500
  - Angelo con lanterne, 1500
  - Angelo, 1500
  - Angelo, 1500
  - Bue, 1500
  - Asino, 1500
  - Ovini, 1500
- Firenze, Museo Nazionale del Bargello
  - Maria col Bambino, 1480-1490 (attribuita)
  - Adorazione del Bambino con i santi Lucia e Andrea, 1500-1505
  - San Girolamo nel deserto, 1500-1505
  - San Francesco riceve le stimmate, 1500-1505
  - Ascensione di Cristo, circa 1500-1505 (attribuita)
  - Nascita di Cristo, 1500-1510
- Firenze, chiesa di Ognissanti
  - Lunetta con l'incoronazione della Vergine (attribuita)
- Firenze, spedale degli Innocenti
  - Madonna e santi, 1520
- Firenze, chiesa di Santa Lucia dei Magnoli
  -  Santa Lucia adorata dagli angeli
- Firenze, chiesa di San Miniato al Monte
  - Crocifissione
- Krefeld, Kaiser Wilhelm Museum
  - Busto del giovane Giovanni Battista, 1500
  - Madonna col Bambino, 1500
- Los Angeles, County Museum of Art
  - Natività di Cristo, 1520
- Marliana, chiesa di San Niccolò
  - Angelo con lanterna, 1510
- Monsummano Terme, Museo della città e del territorio
  - Madonna col Bambino (attribuita)
- Perugia, basilica di San Pietro
  - Tre medaglioni con i santi Pietro e Benedetto, 1487-88
  - Monogramma di Cristo, 1487-88
  - Cristo e la samaritana, 1487-88
- Prato, chiesa di San Giusto
  - Fonte battesimale, 1510
- Prato, Museo Civico
  - Madonna col Bambino, Spirito Santo e due cherubini
- Pisa, Camposanto
  - Madonna col Bambino, 1520
- Pistoia, Museo Civico
  - Resurrezione di Cristo, del 1490
- Pistoia, Ospedale del Ceppo
  - Lunetta con l'ncoronazione di Maria, 1511
  - Stemmi, 1515
- Radicofani, chiesa di San Pietro
  - Crocifissione di Cristo con Maria Maddalena, 1490-1495
- Rocca San Casciano, Santa Maria della Lacrime
  - Adorazione del Bambino con san Giuseppe e angeli, 1490-1500
- Roma, Musei Vaticani
  - Stemma di papa Innocenzo VIII, 1484-1492
- San Mauro a Signa, chiesa di San Mauro
  - Tabernacolo con la presentazione al Tempio, circa 1500-1505
- San Pietroburgo, Museo dell'Ermitage
  - Natività di Cristo con l'adorazione dei pastori, 1485-1490
- San Vivaldo (Montaione), chiesa di San Vivaldo
  - Natività con i santi Vivaldo e Caterina d'Alessandria
- Settimello (Calenzano), chiesa di Santa Lucia
  - Santa Lucia